# Shane Greene
Shane Greene (né le 17 novembre 1988 à Clermont, Floride, États-Unis) est un lanceur droitier des Yankees de New York de la Ligue majeure de baseball.

## Carrière

### Yankees de New York

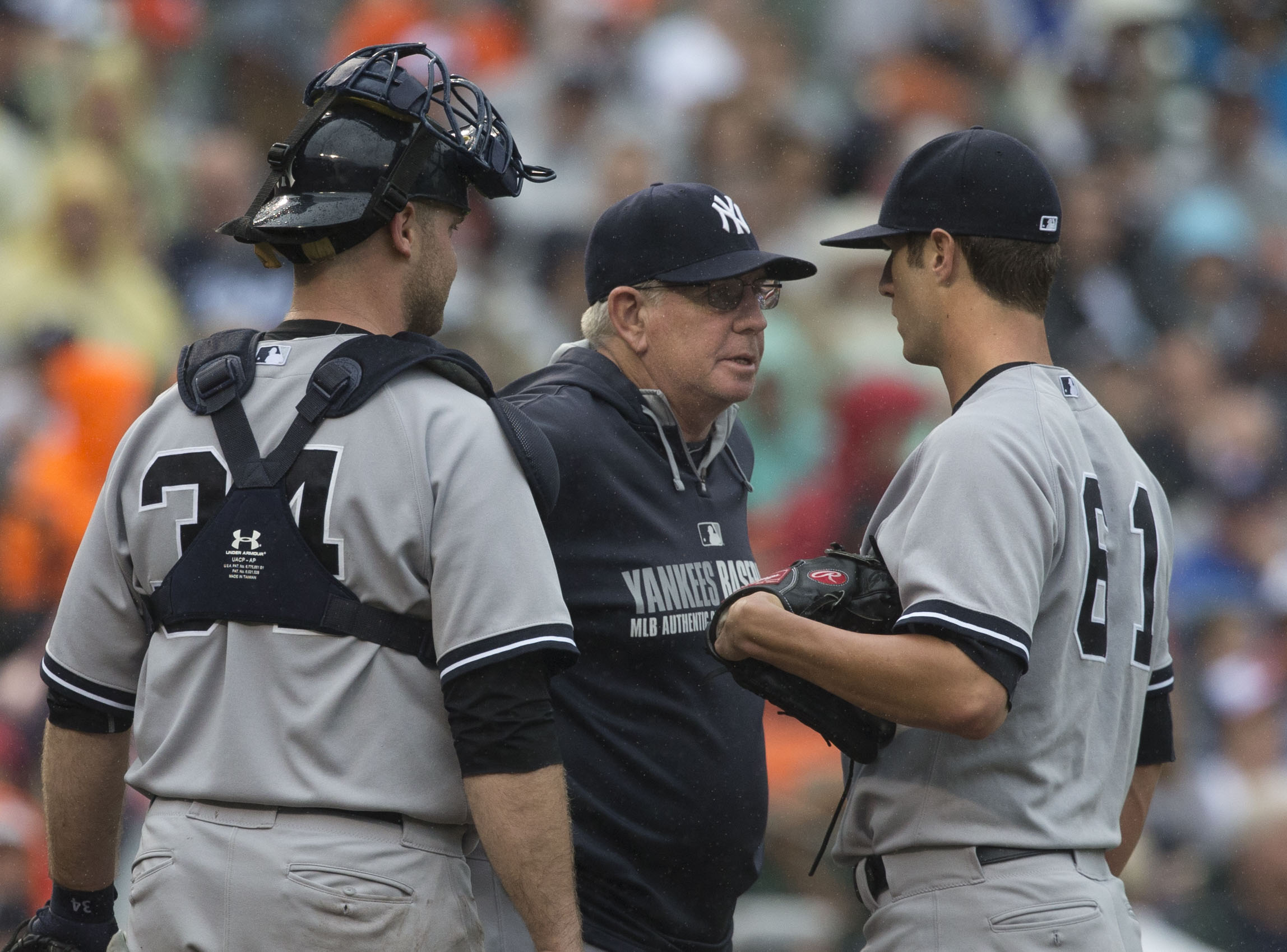
À l'extrême droite de la photo, Shane Greene en septembre 2014 avec les Yankees, aux côtés de Brian McCann et de l'instructeur Larry Rothschild.

Shane Greene est repêché en 15e ronde par les Yankees de New York en 2009. Il gradue au niveau Double-A des ligues mineures en 2013 et reçoit le prix du meilleur lanceur de l'année dans le réseau de clubs-écoles des Yankees. Il amorce la saison suivante au niveau Triple-A et est rapidement appelé pour la première fois par les Yankees, avec qui il fait ses débuts dans le baseball majeur comme lanceur de relève contre les Red Sox de Boston le 24 avril 2014.
Il enchaîne 14 départs par la suite, remportant 5 victoires contre 4 défaites. À cette première saison dans les majeures, Greene maintient une moyenne de points mérités de 3,78 avec 81 retraits sur des prises en 78 manches et deux tiers lancées.

### Tigers de Détroit
Le 5 décembre 2014, Shane Greene passe aux Tigers de Détroit dans une transaction à trois clubs qui voit les Tigers transférer aux Diamondbacks de l'Arizona le lanceur gaucher Robbie Ray et le joueur de champ intérieur des ligues mineures Domingo Leyba, tandis que les Yankees reçoivent d'Arizona l'arrêt-court Didi Gregorius.